# Cung điện ở Kowary
Cung điện ở Kowary (tiếng Ba Lan: Pałac w Kowarach) là một cung điện được xây dựng ở phía bắc của thị trấn Kowary, Ba Lan tại số 21 Phố Ogrodowa. Hiện tại, cung điện này thuộc sở hữu tư nhân và có một khách sạn.

## Lịch sử
Công trình kiến trúc này được xây dựng vào khoảng đầu thế kỷ 18. Việc xác định niên đại của cung điện dựa trên quá trình phân tích các chi tiết kiến trúc và trang trí nội thất. Người chịu trách nhiệm dự án này có lẽ là một thợ xây dựng đến từ Jelenia Góra hoặc Cieplice. Theo những dữ liệu đầu tiên được ghi nhận thì cung điện này đã xuất hiện trong tranh vẽ của họa sĩ  Friedrich Bernard Wernher khoảng từ năm 1746. Vào đầu thế kỷ 19, chủ sở hữu cung điện có lẽ là ông chủ của một nhà máy (được thành lập vào năm 1804). Vào khoảng năm 1888, cung điện được tái thiết toàn diện.

## Kiến trúc
Đây là một cung điện hai tầng, được xây dựng trên một mặt phẳng hình chữ nhật, thân nhà gọn và có phần mái che cao gần bằng phần thân. Ở tầng trệt, hội trường được che bằng mái vòm bắt chéo bốn nhịp, trong khi các phòng khác được che bằng mái vòm nhỏ.